# Diocèse de Ciudad Guzmán
Le diocèse de Ciudad Guzmán (en latin : Dioecesis Guzmanopolitana ; en espagnol : Diócesis de Ciudad Guzmán) est un diocèse de l'Église catholique du Mexique, suffragant de l'archidiocèse de Guadalajara.

## Territoire

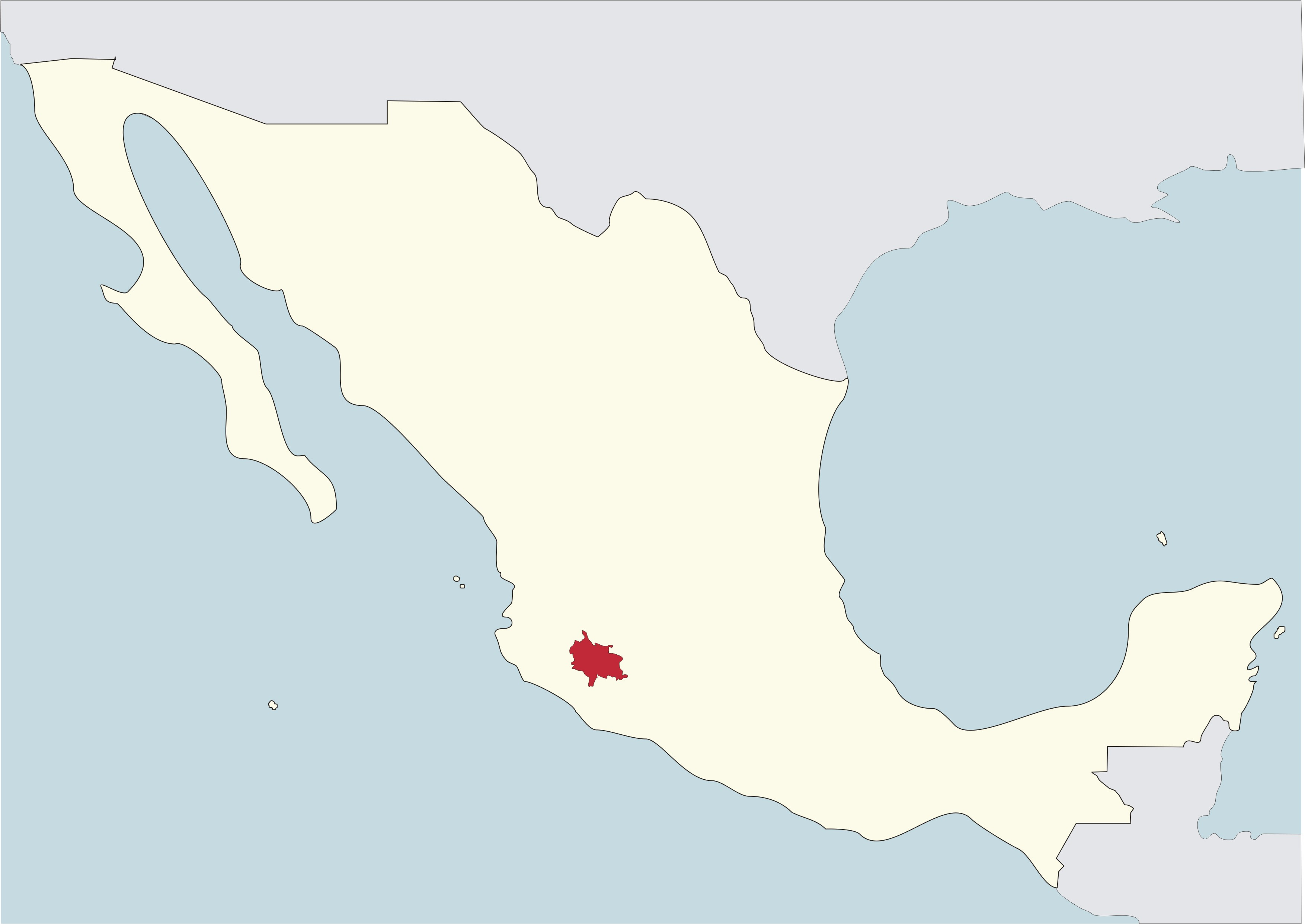
Diocèse de Ciudad Guzmán en rouge sur la carte du Mexique

Il comprend 24 municipalités de l'État de Jalisco : Acatlán de Juárez, Amacueca, Atemajac de Brizuela, Atoyac, Chiquilistlán, Concepción de Buenos Aires, Gómez Farías, La Manzanilla de la Paz, 
Mazamitla, Quitupan, San Gabriel, Santa María del Oro, 
Sayula, Tamazula de Gordiano, Tapalpa, Tecolotlán, Teocuitatlán de Corona, Tizapán el Alto, Tuxcueca, Tuxpan, Valle de Juárez, Zacoalco de Torres, Zapotiltic et Zapotlán el Grande.
Il possède un territoire d'une superficie de 9 345 km2 divisé en 60 paroisses. Le siège épiscopal est dans la ville de Ciudad Guzmán où se trouve la cathédrale de Saint-Joseph (es).

## Histoire
Le diocèse est érigé le 25 mars 1972 par la bulle Qui omnium du pape Paul VI recevant son territoire du diocèse de Colima et de l'archidiocèse de Guadalajara. Ciudad Guzmán devient suffragant de ce dernier.
Par la lettre apostolique Sancti Ioseph du 9 octobre 1972, Paul VI confirme que saint Joseph est le patron principal du diocèse.

## Évêques
- Leonardo Viera Contreras (25 mars 1972 - 7 juillet 1977)
- Sefafín Vásquez Elizalde (février 1977 - 11 décembre 1999)
- Braulio Rafael León Villegas (11 décembre 1999 - 25 septembre 2017)
- Óscar Armando Campos Contreras (25 septembre 2017 - 4 mai 2024)
- Herculano Medina Garfias depuis le 4 mai 2024